# Sinterungsbruch
Sinterungsbrüche oder Sinterungen sind Wirbelbrüche, die bei stark osteoporotisch verändertem Knochen entstehen. Sie führen oft dazu, dass der Wirbel in sich zusammensackt.

## Symptomatik
Der Ablauf der Verletzung ist normalerweise deutlich weniger dramatisch als bei Wirbelbrüchen jüngerer Leute, die nicht auf eine Osteoporose zurückzuführen sind. Während ein gesunder Wirbel bei unfallbedingten Krafteinwirkungen birst oder splittert, sackt die brüchige Substanz eines osteoporotisch veränderten Wirbels in sich zusammen. Nach einem Verlust an Knochensubstanz bewirkt der entstehende Materialdefekt einen Höhenverlust des Wirbels, meist ohne dass Fragmente in den Wirbelkanal gelangen. Es bildet sich ein Keilwirbel, die Hinterkante bleibt erhalten, der Wirbelkanal wird nicht verletzt, es droht somit normalerweise kein Querschnittsyndrom.
Oft tritt so ein Keilwirbel nicht einzeln auf, sondern es kommt mehrmals hintereinander zu gleichen Brüchen. Die Wirbelsäule krümmt sich nach vorne (Hyperkyphose), die Körpergröße nimmt ab, das Verhältnis von Rumpflänge zur Länge der Arme und Beine wird disproportional. Die Brustwirbelsäule krümmt sich, der Bauch wölbt sich nach vorne, bei schlankeren Leuten entstehen durch die abnehmende Rumpflänge Hautfalten an den Flanken, die von hinten-oben nach vorne-unten verlaufen. Im Volksmund wird dieser Endzustand als „Witwenbuckel“ bezeichnet. Die entstehenden Schmerzen, die körperlichen Einschränkungen und die Änderung des Erscheinungsbildes werden weitgehend als „normale“ Alterserscheinungen akzeptiert. Dieser Spätzustand einer im Wesentlichen unbehandelten Osteoporose ist recht häufig zu sehen, sowohl bei Ärzten als auch bei Patienten ist noch Einiges an Aufklärungsarbeit zu leisten.

## Entstehung
Während beim jungen Menschen erhebliche Gewalteinwirkung nötig ist, um einen Wirbel zu zerbrechen, reichen beim vorgeschädigten Knochen geringfügige mechanische Kräfte, um ein Materialversagen auszulösen. Im einzelnen Fall kann es schwierig werden, im Nachhinein zu entscheiden, ob die Gewalteinwirkung dem entstandenen Trauma entsprach oder nicht.
Ein Sinterungsbruch ist als pathologische Fraktur anzusehen, ein gesunder Knochen gibt bei mechanischer Überlastung nicht in dieser Form nach.

## Therapie
Ist es zu einem Sinterungsbruch auf dem Boden einer Osteoporose gekommen, ist eine zeitnahe Mobilisation wichtig, um eine langandauernde Bettruhe des Patienten zu vermeiden. Sinnvoll ist es, eine ausreichende Versorgung mit Schmerzmitteln zu gewährleisten und die Wirbelsäule mit einem der Art der Verletzung und den körperlichen Gegebenheiten des Patienten angepassten orthopädischen Stützapparat zu stabilisieren. Bei längerer Bettruhe geht der Verlust von Kalk aus dem Knochen schnell weiter, der nächste Wirbelbruch folgt bald.
Eine weitere Möglichkeit bietet die Vertebroplastie und die Kyphoplastie: Unter Röntgenkontrolle wird der Materialdefekt im zerbrochenen Wirbel mit Knochenzement aufgefüllt. Wenn sich dieses Verfahren anwenden lässt, ist nach der operativen Versorgung eine zeitnahe schmerzfreie Remobilisation möglich.
Außer der unmittelbaren Versorgung der Fraktur ist auf Dauer die medikamentöse Behandlung der Osteoporose wichtig, um weitere Brüche in der Folge zu verhindern.